# Zespół Szkół Ekonomiczno-Ogrodniczych im. Tadeusza Kościuszki w Tarnowie
Zespół Szkół Ekonomiczno-Ogrodniczych im. Tadeusza Kościuszki w Tarnowie – placówka oświatowa w Tarnowie, której historia sięga 1881 roku. Powstała dzięki komisji ogrodowej przy radzie miasta Tarnowa.

## Historia
Szkoła rozpoczęła swoją działalność 28 czerwca 1881 roku, a pierwsze zajęcia dydaktyczne odbyły się 1 lipca 1881 roku. Statut szkoły, autorstwa Franciszka Habury, inspektora szkolnego okręgu tarnowskiego, filologa klasycznego, przewidywał czteroletni okres kształcenia ogrodników. Siedzibą szkoły dla młodzieży od 14. roku życia były pomieszczenia w budynku na tzw. Spieglówce na Zawalu, w bezpośrednim sąsiedztwie Parku Miejskiego, po jego wschodniej stronie.
W XXI wieku Zespół Szkół Ekonomiczno-Ogrodniczych w Tarnowie funkcjonuje na bazie szkół, których nazwa i siedziba zmieniała się:
- 1881–1888 – Zakład Sadowniczo-Ogrodniczy[2],
- 1888–1918 – Krajowa Szkoła Ogrodnicza[2]; okres nauki skrócono do trzech lat[2],
- 1919–1939 – Państwowa Szkoła Ogrodnicza,
- 1939–1945 – Staatliche Gartenschule (jednoroczna) oraz Staatliche Gartenbauschule (dwuletnia)[1],
- od 1945 – Tarnowska Szkoła Ogrodnicza,
- 1946 – Tarnowska Szkoła Ogrodnicza im. Tadeusza Kościuszki,
- 1975 – Zespół Szkół Ogrodniczo-Rolniczych im. Tadeusza Kościuszki ze szkołami filialnymi w Bogoniowicach k. Ciężkowic, Chotowej, Gromniku, Ołpinach, Ryglicach, Rzepienniku Strzyżewskim, Starej Jastrząbce, Szerzynach, Tuchowie, Woli Lubeckiej, Zbylitowskiej Górze[4],
- 1999 – Zespół Szkół Ekonomiczno-Ogrodniczych im. Tadeusza Kościuszki w Tarnowie.

Od marca 1945 roku siedzibą szkoły w dzielnicy Tarnowa – Gumniska, jest Pałac Sanguszków, natomiast w poprzednim budynku (przy Parku Miejskim) powstało w tym czasie Państwowe Żeńskie Gimnazjum Ogrodnicze (trzyletnie), zorganizowane przez Julię Mazurową Kwaśnicką.
W wyniku reformy rolnej szkoła otrzymała 100 hektarów gruntów rolnych oraz Park Sanguszków w Tarnowie. Obok szkoły wybudowano internat dla młodzieży na 220 miejsc, który przekształcono po latach w Centrum Rehabilitacji Społecznej i Zawodowej Zakład Aktywności Zawodowej „Słoneczne Wzgórze”. Likwidację gospodarstwa pomocniczego wymusiła ustawa z 27 sierpnia 2009 roku.

## Kierownicy i dyrektorzy szkoły[7][3]
- 1881–1890 Walenty Tarsiński (ur. 1842, zm. 1903),
- 1890–1921 Wojciech Maciaszek (ur. 1858, zm. 1924),
- 1921–1931 Józef Drewko (ur. 1876, zm. 1969),
- 1931–1947 Stanisław Szymański (ur. 1898, zm. 1962),
- 1947–1948 Stanisław Kosiński (ur. 1910, zm. ?),
- 1948–1964 Stanisław Robert Ropelewski (ur. 1902, zm. 1986),
- 1964–1971 Franciszek Szczutowski (od 1971 Sekretarz Rolny w Komitecie Powiatowym Polskiej Zjednoczonej Partii Robotniczej w Tarnowie,  w latach 1975–1981 członek egzekutywy Komitetu Wojewódzkiego PZPR w Tarnowie, Kurator Oświaty w województwie tarnowskim[8]) (ur. 1927, zm. 2020),
- 1971–1978 Aleksander Rabiej (ur. 1934),
- 1978–1992 Władysław Woźny (ur. 1941, zm. 2007),
- 1992–2016 Jerzy Sokoła[4] (ur. 1956, zm. 2018),
- 2016–2018 Alicja Czerwińska-Franek[9],
- od 2018 Robert Kozioł[10].

## Osoby związane ze szkołą
- Andrzej Niedojadło – nauczyciel, historyk[11],
- Ryszard Półtorak[7] – nauczyciel, późniejszy wicewojewoda tarnowski i małopolski.

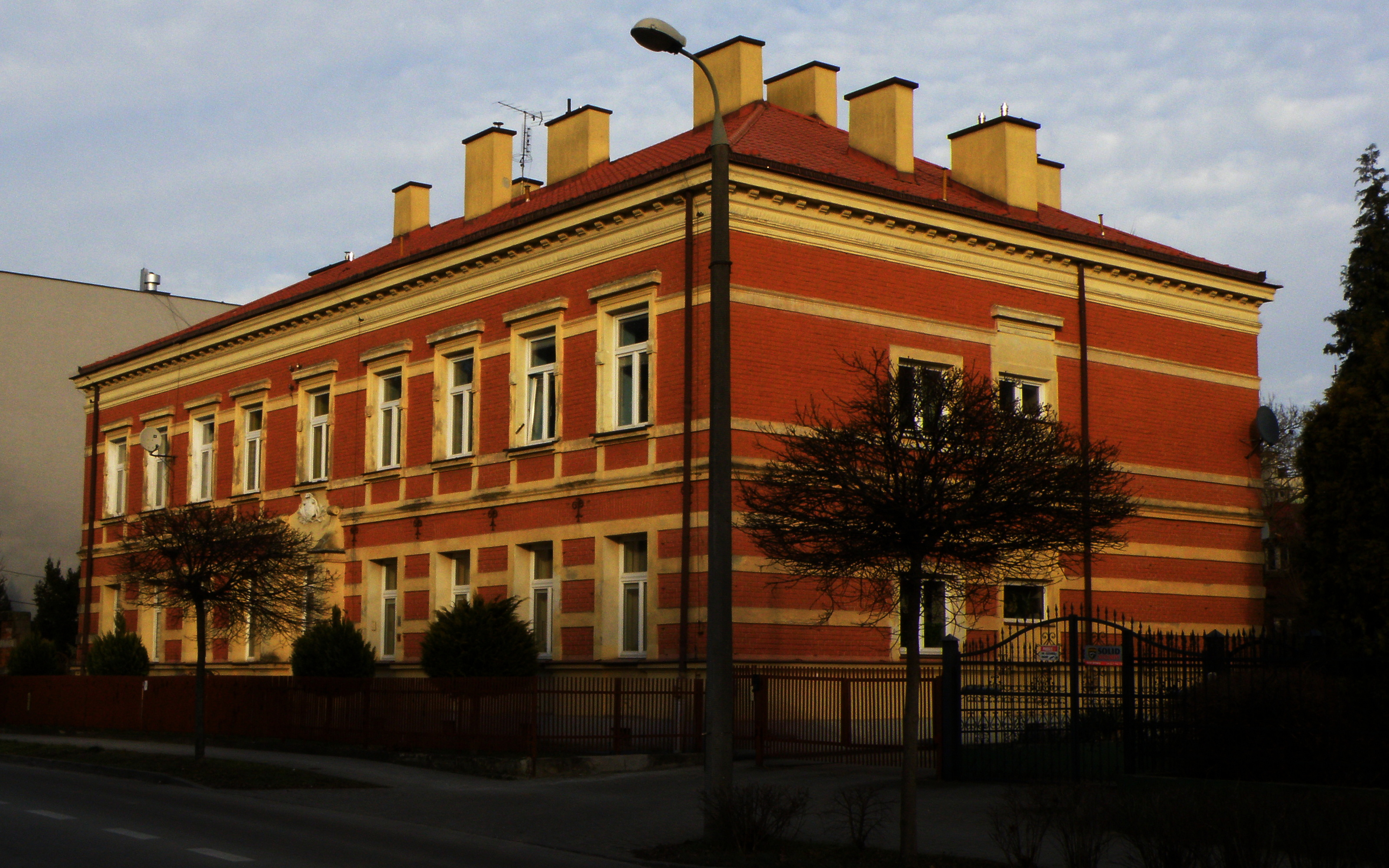
Na początku funkcjonowania szkoła mieściła się w tym budynku
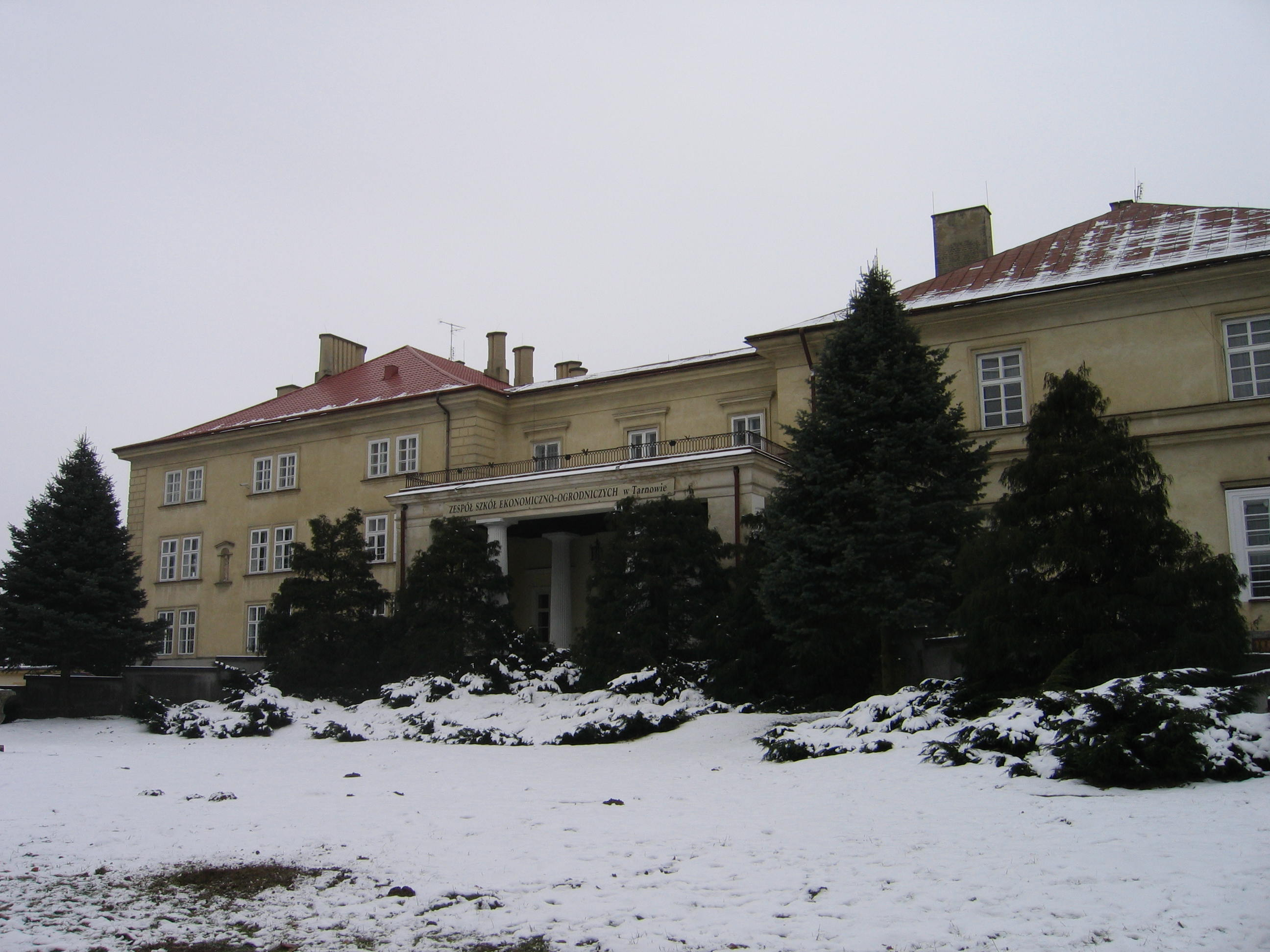
Budynek Zespołu Szkół widziany od północy
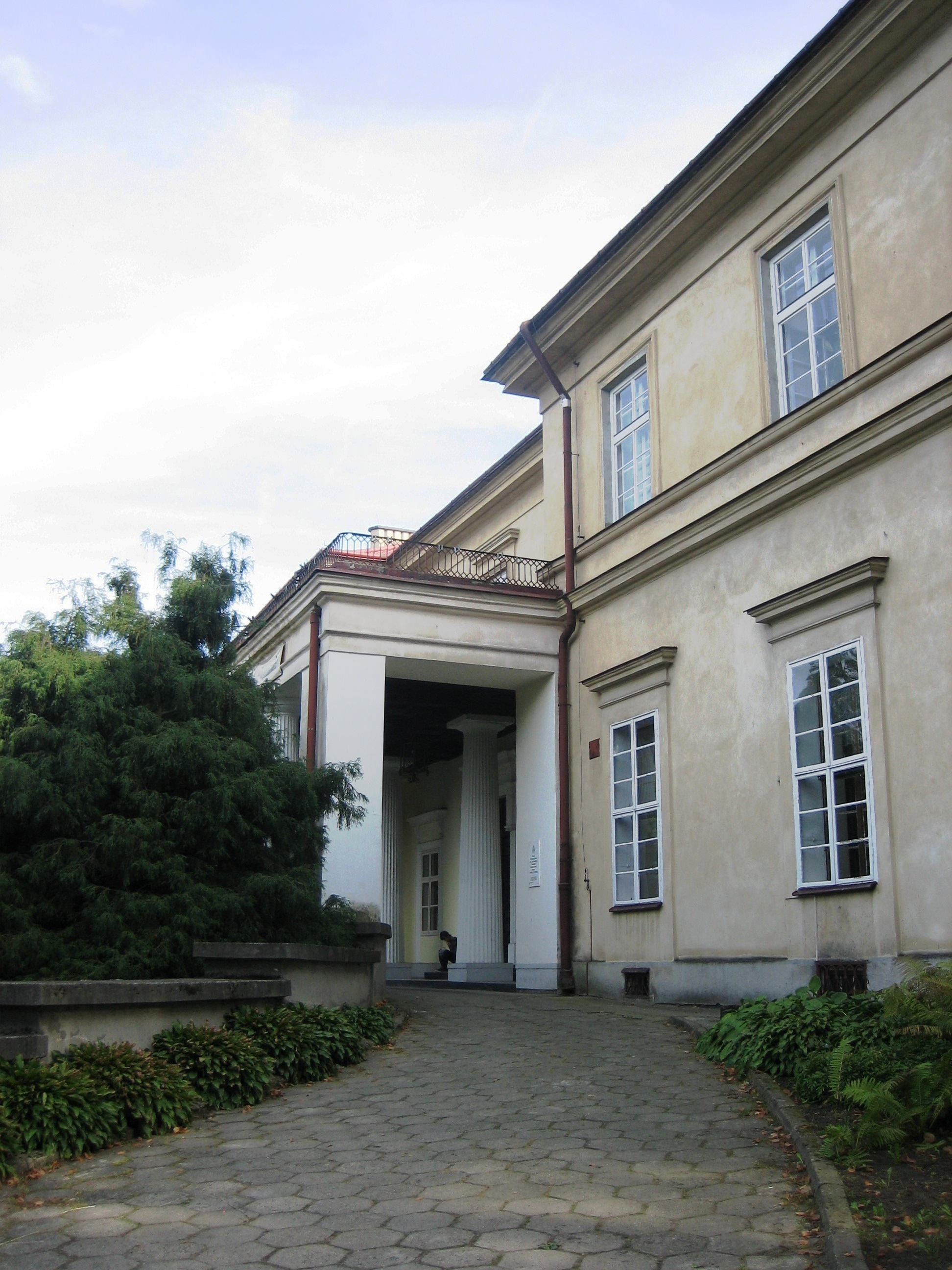
Przy reprezentacyjnym wejściu do budynku
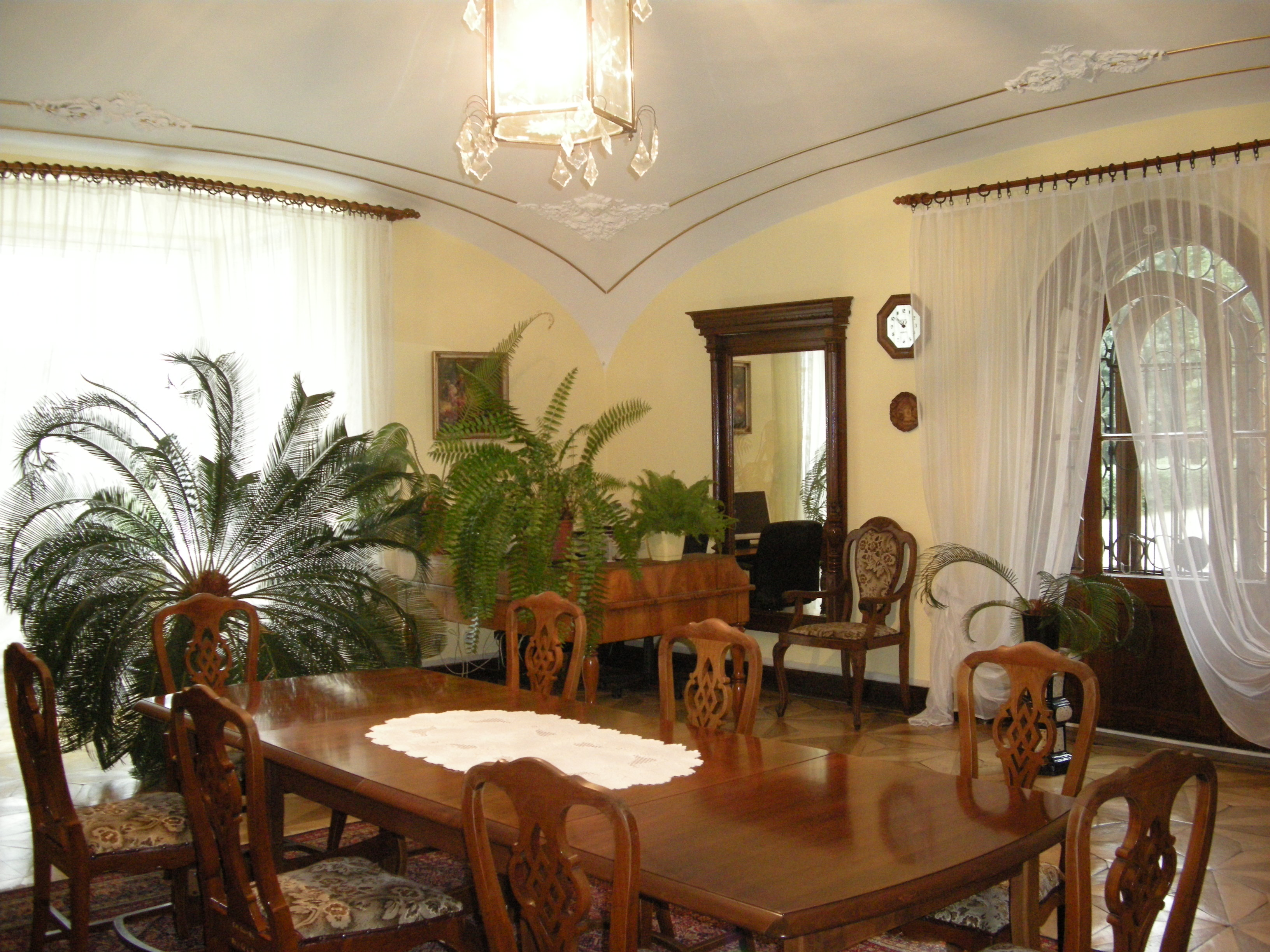
Gabinet dyrektorski
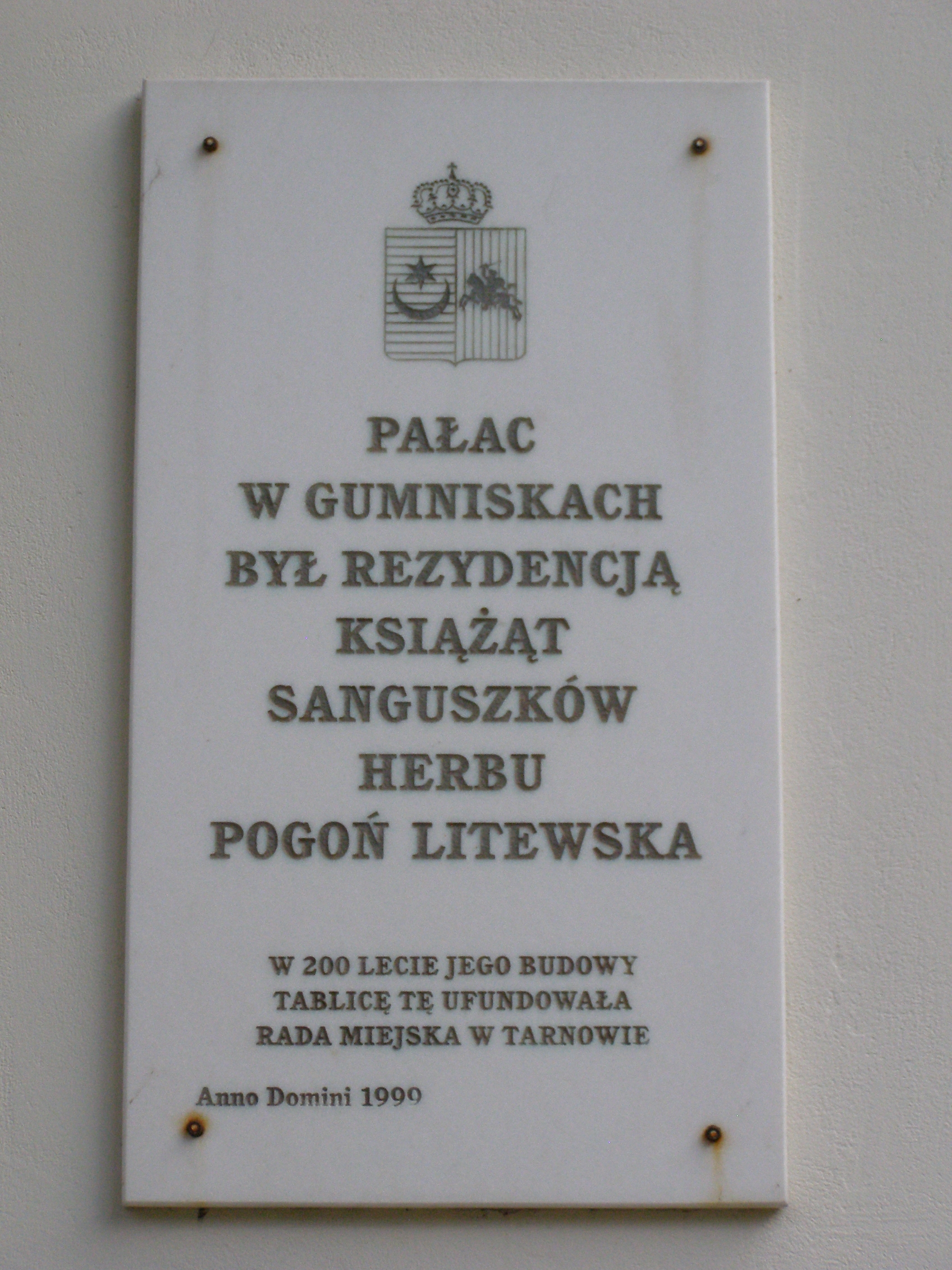
Pamiątka z historii obiektu